# Hubert Bahl
Hubert Johannes Bahl (* 23. Februar 1955 in Essen (Oldenburg)) ist ein deutscher Mikrobiologe.

## Leben
Hubert Bahl wurde am 23. Februar 1955 in Essen (Oldenburg) als Sohn des Handwerkers Bernhard Bahl und dessen Frau Katharina, geborene Kalk, geboren. Seit April 1961 besuchte er eine Volksschule in Bevern, zum April 1965 wechselte er zum Clemens-August-Gymnasium Cloppenburg. Am 17. Mai 1973 bestand er dort seine Reifeprüfung. Am 1. Oktober dieses Jahres trat er seinen Wehrdienst an. Er wurde in der Luftwaffe ausgebildet und wirkte als Reserveoffizier. Der Wehrdienst endete am 30. September 1975 und im nächsten Monat bezog er die Universität Oldenburg zum Biologiestudium. Am 12. Oktober 1977 beendete er dort das Studium und erhielt das biologische Vordiplom, dann setzte er das Studium an der Universität Göttingen fort, wobei er sich auf die Mikrobiologie konzentrierte. Sein Diplom für Biologie wurde ihm am 27. November 1980 anhand seiner Schrift Zellerträge und Gärungsprodukte beim Wachstum von Clostridium acetobutylicum in kontinuierlicher Kultur ausgehändigt, sein Hauptfach war die Mikrobiologie, Nebenfächer waren Biochemie sowie organische Chemie. Betreut wurde er dabei von Gerhard Gottschalk. Sein Studium schloss er aber erst 1983 ab, denn am 28. April wurde er zum Doktor der Naturwissenschaften in diesen Fächern promoviert. Seine Dissertation Kontinuierliche Aceton-Butanol-Gärung durch Clostridium acetobutylicum war ebenfalls unter der Betreuung Gottschalks entstanden.
In der Folge wirkte Bahl bis August 1984 als wissenschaftlicher Mitarbeiter am mikrobiologischen Institut der Universität. Bis zum Oktober 1986 war er schließlich als Postdoktorand und Stipendiat der Deutschen Forschungsgemeinschaft an der Universität Berkeley. An das mikrobiologische Institut Göttingen kehrte er dann im November zurück, zunächst weiterhin als wissenschaftlicher Mitarbeiter, dann auch als Akademischer Rat, Hochschul- und wissenschaftlicher Assistent.
Nachdem ihn die Universität am 23. Juni 1992 mit seiner Schrift Genstruktur und Expression bei Clostridien: Hitzeschockantwort bei Clostridium acetobutylicum und Substratverwertung bei Clostridium thermosulfurogenes für Mikrobiologie habilitiert hatte, wirkte er seit dem 30. Oktober als Dozent. Am 1. April 1996 schließlich berief ihn die Universität Rostock zum Professor auf den Lehrstuhl für allgemeine sowie spezielle Mikrobiologie.
An der Universität trat Bahl 1998 sowohl dem Konzil wie auch dem Fachbereichsrat bei. Seit 2000 gehört er dem Fakultätsrat an und schied 2002 aus dem Konzil aus, dafür wurde er Fachbereichssprecher, was er zwei Jahre lang ausübte. Am biowissenschaftlichen Institut ist er seit 2007 stellvertretender Direktor.
Seit 1986 ist Bahl Mitglied der Vereinigung für Allgemeine und Angewandte Mikrobiologie, von 1998 an ist er auch deren Schriftführer. 1987 trat er der Deutschen Gesellschaft für Hygiene und Mikrobiologie bei und erhielt deren Förderpreis, weitere zwei Jahre später nahm in die American Society for Microbiology auf. Beim Editorial Board der Applied and Environmental Microbiology war Bahl 1994 bis 2002, ab 1998 gehört er dem Editorial Board des Journal of Basic Microbiology an.
Bahl ist verheiratet mit Birgit Piechulla-Bahl, die ebenfalls Rostocker Professorin ist. Sie haben zwei Söhne und eine Tochter.